# Serie A 2016-2017 (calcio a 5)
Il campionato di Serie A 2016-2017 è stato il ventottesimo campionato di Serie A e la trentaquattresima manifestazione nazionale che assegna il titolo di campione d'Italia. La stagione è iniziata il 7 ottobre 2016 e si è conclusa il 22 aprile 2017. A parità di punteggio fra due o più squadre, la graduatoria finale è determinata in base alla classifica avulsa (stesso parametro valevole anche al termine del girone d'andata, per definire le otto formazioni qualificate alla Coppa Italia). I criteri imposti sono: punti ottenuti negli scontri diretti, differenza reti negli scontri diretti, differenza reti generale, reti realizzate in generale, sorteggio. Rimasta immutata la formula dei play-off (le prime otto classificate accedono direttamente agli spareggi-scudetto) è invece variato il numero di retrocessioni: scenderà in Serie A2 la perdente delle gare di play-out tra la dodicesima e l'undicesima classificata. Qualora tra queste vi siano 11 o più punti di differenza, i play-out non avranno luogo e retrocederà direttamente la dodicesima classificata. La società campione d'Italia otterrà il diritto di partecipare alla Coppa UEFA 2017-18. Anche per questa stagione il pallone ufficiale del campionato è il Bola Futsal fornito da AGLA, sponsor tecnico della Divisione Calcio a 5. Nelle gare del campionato di Serie A, comprese le gare dei play-off e play-out, è fatto obbligo alle società di impiegare almeno cinque calciatori formati in Italia cioè tesserati per la FIGC prima del compimento del diciottesimo anno di età. Nelle stesse gare è inoltre fatto obbligo di impiegare almeno quattro calciatori che siano cittadini italiani di cui almeno uno nato dal 1º gennaio 1994.

## Stagione
Il Consiglio Direttivo della Divisione Calcio a cinque, preso atto della iscrizione di 11 società aventi diritto, della non ammissione di Asti e Montesilvano e della rinuncia alla partecipazione del Corigliano, ha provveduto al ripescaggio della società Lazio e definito l’organico per la stagione sportiva 2016-2017 in 12 società.

## Squadre partecipanti
| Club         | Città                         | Palazzetto                | Sponsor tecnico | Main Sponsor                                                    | Stagione 2015-16                                     |
| ------------ | ----------------------------- | ------------------------- | --------------- | --------------------------------------------------------------- | ---------------------------------------------------- |
| Pescara      | Montesilvano                  | PalaRoma                  | Joma            | Acqua&Sapone (prodotti casalinghi) EmmeGross (articoli tessili) | 5º posto in Serie A, semifinale play-off             |
| Cogianco     | Genzano di Roma               | PalaCesaroni              | Gems            | Cogianco (edilizia) Cioli (insaccati)                           | 8º posto in Serie A, quarti di finale play-off       |
| CAME Treviso | Casier (fraz. Dosson)         | Palestra comunale         | Joma            | CAME                                                            | 1º posto nel girone A di Serie A2                    |
| Imola        | Imola                         | Palestra Cavina           | Macron          | MA Group (assemblaggio)                                         | 2º posto nel girone A di Serie A2, vincente play-off |
| Isola        | Fiumicino (fraz. Isola Sacra) | PalaToLive (Roma)         | Joma            | ITOP (officine ortopediche)                                     | 1º posto nel girone B di Serie A2                    |
| Kaos         | Ferrara                       | Pala Hilton Pharma        | Macron          | King Kong Oversize (abbigliamento)                              | 4º posto in Serie A, quarti di finale play-off       |
| Latina       | Latina                        | PalaBianchini             | Legea           | Axed Group (comunicazione)                                      | 9º posto in Serie A                                  |
| Lazio        | Roma                          | Palasport di Fiano Romano | Gems            | Euroservice Group (riscossione crediti)                         | 11º posto in Serie A, ripescata                      |
| Luparense    | San Martino di Lupari         | Palasport comunale        | Agla            | Alter Ego Italy (professional hair care)                        | 7º posto in Serie A, semifinale play-off             |
| Napoli       | Napoli                        | PalaCercola (Cercola)     | Joma            | Lollo Caffè (servizi caffetteria)                               | 12º posto in Serie A                                 |
| Pescara      | Pescara                       | PalaRigopiano             | Joma            | Sagem (mangimi)                                                 | 2º posto in Serie A, quarti di finale play-off       |
| Real Rieti   | Rieti                         | PalaMalfatti              | Lotto           | My Glass (riparazione parabrezza)                               | 3º posto in Serie A, finale play-off                 |

### Allenatori e primatisti
| Squadra      | Allenatore | Cannoniere               |
| ------------ | --- | ------------------------ |
| Acqua&Sapone | Juan Francisco Fuentes (1ª-6ª) Antonio Ricci (7ª-play-off)                                                                             | Gabriel Lima (18+5)      |
| Cogianco     | Juanlu Alonso | Cristiano Fusari (15+1)  |
| Dosson       | Sylvio Rocha | Marco Boaventura (14+1)  |
| Imola        | Vanni Pedrini | José Revert (16+1)       |
| Isola        | Gianfranco Angelini | Marcelinho (24+2)        |
| Kaos         | Julio Fernández (1ª-14ª) Velimir Andrejić (15ª-play-off)                                                                               | Jeferson Titon (15+1)    |
| Latina       | Piero Basile | Luciano Avellino (19+1)  |
| Lazio        | Massimiliano Mannino | Gedson (10)              |
| Luparense    | David Marín | Mancuso (19+10)          |
| Napoli       | Francesco Cipolla | Manoel Crema (18+3)      |
| Pescara      | Fulvio Colini | Matías Rosa (18+5)       |
| Real Rieti   | Mario Patriarca (1ª-5ª) David Festuccia (6ª, ad interim) Marcelo Batista (7ª-11ª) Mario Patriarca (12ª-17ª) Domenico Luciano (18ª-22ª) | Fabricio Calderolli (11) |

## Stagione regolare

### Classifica[5]
|                               | Pos. | Squadra        | Pt | G  | V  | N | P  | GF  | GS | DR  |
| ----------------------------- | ---- | -------------- | -- | -- | -- | - | -- | --- | -- | --- |
| Vincitrice della Coppa Italia | 1.   | Pescara        | 51 | 22 | 16 | 3 | 3  | 92  | 62 | +30 |
|                               | 2.   | Luparense      | 48 | 22 | 15 | 3 | 4  | 111 | 65 | +46 |
|                               | 3.   | Acqua e Sapone | 41 | 22 | 12 | 5 | 5  | 88  | 61 | +27 |
|                               | 4.   | Napoli         | 38 | 22 | 11 | 5 | 6  | 93  | 77 | +16 |
|                               | 5.   | Imola          | 33 | 22 | 10 | 3 | 9  | 80  | 80 | 0   |
|                               | 6.   | Cogianco       | 32 | 22 | 9  | 5 | 8  | 82  | 79 | +3  |
|                               | 7.   | Kaos           | 30 | 22 | 7  | 9 | 6  | 76  | 75 | +1  |
|                               | 8.   | Latina         | 30 | 22 | 9  | 3 | 10 | 77  | 77 | 0   |
|                               | 9.   | Real Rieti     | 25 | 22 | 8  | 1 | 13 | 75  | 84 | -9  |
|                               | 10.  | Lazio          | 19 | 22 | 6  | 1 | 15 | 51  | 91 | -40 |
|                               | 11.  | CAME Treviso   | 15 | 22 | 4  | 3 | 15 | 65  | 96 | -31 |
|                               | 12.  | Isola          | 12 | 22 | 3  | 3 | 16 | 53  | 96 | -43 |

### Verdetti
- Luparense campione d'Italia 2016-2017.
- Luparense e Pescara  qualificate alla Coppa UEFA 2017-18.
- Isola retrocesso dopo i play-out in Serie A2 2017-18.
- Cogianco non iscritta al campionato successivo[6].

### Calendario e risultati
| andata | andata | 1ª giornata           | ritorno (12ª) | ritorno (12ª) |
|        |        |                       |               |               |
| 7 ott. | 2-1    | Latina-Luparense      | 4-7           | 7 gen.        |
| 7 ott. | 5-3    | Real Rieti-Dosson     | 5-4           | 7 gen.        |
| 8 ott. | 4-4    | Isola-Kaos            | 5-5           | 7 gen.        |
| 8 ott. | 4-5    | Lazio-Pescara         | 1-3           | 7 gen.        |
| 8 ott. | 3-2    | Napoli-Imola          | 3-4           | 7 gen.        |
| 8 ott. | 1-1    | Acqua&Sapone-Cogianco | 5-3           | 8 gen.        |

| andata  | andata | 2ª giornata          | ritorno (13ª) | ritorno (13ª) |
|         |        |                      |               |               |
| 15 ott. | 2-5    | Dosson-Latina        | 3-4           | 13 gen.       |
| 15 ott. | 1-0    | Cogianco-Isola       | 5-4           | 14 gen.       |
| 15 ott. | 7-4    | Imola-Lazio          | 3-2           | 14 gen.       |
| 15 ott. | 3-2    | Luparense-Napoli     | 6-4           | 14 gen.       |
| 16 ott. | 7-1    | Pescara-Acqua&Sapone | 2-5           | 14 gen.       |
| 19 ott. | 6-2    | Kaos-Real Rieti      | 1-3           | 15 gen.       |

| andata | andata | 1ª giornata           | ritorno (12ª) | ritorno (12ª) |
|        |        |                       |               |               |
| 7 ott. | 2-1    | Latina-Luparense      | 4-7           | 7 gen.        |
| 7 ott. | 5-3    | Real Rieti-Dosson     | 5-4           | 7 gen.        |
| 8 ott. | 4-4    | Isola-Kaos            | 5-5           | 7 gen.        |
| 8 ott. | 4-5    | Lazio-Pescara         | 1-3           | 7 gen.        |
| 8 ott. | 3-2    | Napoli-Imola          | 3-4           | 7 gen.        |
| 8 ott. | 1-1    | Acqua&Sapone-Cogianco | 5-3           | 8 gen.        |

| andata  | andata | 2ª giornata          | ritorno (13ª) | ritorno (13ª) |
|         |        |                      |               |               |
| 15 ott. | 2-5    | Dosson-Latina        | 3-4           | 13 gen.       |
| 15 ott. | 1-0    | Cogianco-Isola       | 5-4           | 14 gen.       |
| 15 ott. | 7-4    | Imola-Lazio          | 3-2           | 14 gen.       |
| 15 ott. | 3-2    | Luparense-Napoli     | 6-4           | 14 gen.       |
| 16 ott. | 7-1    | Pescara-Acqua&Sapone | 2-5           | 14 gen.       |
| 19 ott. | 6-2    | Kaos-Real Rieti      | 1-3           | 15 gen.       |

| andata  | andata | 3ª giornata         | ritorno (14ª) | ritorno (14ª) |
|         |        |                     |               |               |
| 22 ott. | 3-4    | Acqua&Sapone-Imola  | 4-0           | 4 feb.        |
| 22 ott. | 5-6    | Dosson-Kaos         | 3-3           | 4 feb.        |
| 22 ott. | 3-4    | Isola-Pescara       | 2-6           | 4 feb.        |
| 22 ott. | 0-6    | Lazio-Luparense     | 0-2           | 4 feb.        |
| 22 ott. | 6-2    | Napoli-Latina       | 4-8           | 3 feb.        |
| 24 ott. | 2-3    | Real Rieti-Cogianco | 3-4           | 3 feb.        |

| andata  | andata | 4ª giornata            | ritorno (15ª) | ritorno (15ª) |
|         |        |                        |               |               |
| 28 ott. | 2-3    | Cogianco-Kaos          | 3-3           | 10 feb.       |
| 28 ott. | 6-4    | Imola-Isola            | 8-2           | 11 feb.       |
| 28 ott. | 6-1    | Latina-Lazio           | 3-5           | 11 feb.       |
| 29 ott. | 4-3    | Napoli-Dosson          | 3-3           | 11 feb.       |
| 29 ott. | 5-4    | Luparense-Acqua&Sapone | 3-3           | 12 feb.       |
| 29 ott. | 4-3    | Pescara-Real Rieti     | 4-3           | 12 feb.       |

| andata  | andata | 3ª giornata         | ritorno (14ª) | ritorno (14ª) |
|         |        |                     |               |               |
| 22 ott. | 3-4    | Acqua&Sapone-Imola  | 4-0           | 4 feb.        |
| 22 ott. | 5-6    | Dosson-Kaos         | 3-3           | 4 feb.        |
| 22 ott. | 3-4    | Isola-Pescara       | 2-6           | 4 feb.        |
| 22 ott. | 0-6    | Lazio-Luparense     | 0-2           | 4 feb.        |
| 22 ott. | 6-2    | Napoli-Latina       | 4-8           | 3 feb.        |
| 24 ott. | 2-3    | Real Rieti-Cogianco | 3-4           | 3 feb.        |

| andata  | andata | 4ª giornata            | ritorno (15ª) | ritorno (15ª) |
|         |        |                        |               |               |
| 28 ott. | 2-3    | Cogianco-Kaos          | 3-3           | 10 feb.       |
| 28 ott. | 6-4    | Imola-Isola            | 8-2           | 11 feb.       |
| 28 ott. | 6-1    | Latina-Lazio           | 3-5           | 11 feb.       |
| 29 ott. | 4-3    | Napoli-Dosson          | 3-3           | 11 feb.       |
| 29 ott. | 5-4    | Luparense-Acqua&Sapone | 3-3           | 12 feb.       |
| 29 ott. | 4-3    | Pescara-Real Rieti     | 4-3           | 12 feb.       |

| andata | andata | 5ª giornata         | ritorno (16ª) | ritorno (16ª) |
|        |        |                     |               |               |
| 4 nov. | 3-3    | Kaos-Pescara        | 4-4           | 18 feb.       |
| 5 nov. | 4-2    | Acqua&Sapone-Latina | 1-1           | 18 feb.       |
| 5 nov. | 2-1    | Isola-Luparense     | 1-6           | 18 feb.       |
| 5 nov. | 7-2    | Real Rieti-Imola    | 3-5           | 18 feb.       |
| 5 nov. | 2-7    | Dosson-Cogianco     | 3-3           | 17 feb.       |
| 5 nov. | 2-7    | Lazio-Napoli        | 3-3           | 17 feb.       |

| andata  | andata | 6ª giornata          | ritorno (17ª) | ritorno (17ª) |
|         |        |                      |               |               |
| 11 nov. | 4-0    | Latina-Isola         | 2-3           | 25 feb.       |
| 11 nov. | 7-6    | Napoli-Acqua&Sapone  | 2-2           | 25 feb.       |
| 12 nov. | 3-1    | Lazio-Dosson         | 1-5           | 25 feb.       |
| 12 nov. | 2-1    | Imola-Kaos           | 3-4           | 26 feb.       |
| 12 nov. | 5-1    | Luparense-Real Rieti | 6-5           | 24 feb.       |
| 13 nov. | 5-4    | Pescara-Cogianco     | 6-1           | 24 feb.       |

| andata | andata | 5ª giornata         | ritorno (16ª) | ritorno (16ª) |
|        |        |                     |               |               |
| 4 nov. | 3-3    | Kaos-Pescara        | 4-4           | 18 feb.       |
| 5 nov. | 4-2    | Acqua&Sapone-Latina | 1-1           | 18 feb.       |
| 5 nov. | 2-1    | Isola-Luparense     | 1-6           | 18 feb.       |
| 5 nov. | 7-2    | Real Rieti-Imola    | 3-5           | 18 feb.       |
| 5 nov. | 2-7    | Dosson-Cogianco     | 3-3           | 17 feb.       |
| 5 nov. | 2-7    | Lazio-Napoli        | 3-3           | 17 feb.       |

| andata  | andata | 6ª giornata          | ritorno (17ª) | ritorno (17ª) |
|         |        |                      |               |               |
| 11 nov. | 4-0    | Latina-Isola         | 2-3           | 25 feb.       |
| 11 nov. | 7-6    | Napoli-Acqua&Sapone  | 2-2           | 25 feb.       |
| 12 nov. | 3-1    | Lazio-Dosson         | 1-5           | 25 feb.       |
| 12 nov. | 2-1    | Imola-Kaos           | 3-4           | 26 feb.       |
| 12 nov. | 5-1    | Luparense-Real Rieti | 6-5           | 24 feb.       |
| 13 nov. | 5-4    | Pescara-Cogianco     | 6-1           | 24 feb.       |

| andata  | andata | 7ª giornata        | ritorno (18ª) | ritorno (18ª) |
|         |        |                    |               |               |
| 18 nov. | 4-0    | Acqua&Sapone-Lazio | 6-2           | 10 mar.       |
| 18 nov. | 4-5    | Cogianco-Imola     | 4-4           | 11 mar.       |
| 18 nov. | 2-6    | Real Rieti-Latina  | 5-1           | 15 mar.       |
| 19 nov. | 2-4    | Dosson-Pescara     | 2-4           | 11 mar.       |
| 19 nov. | 3-6    | Isola-Napoli       | 3-6           | 11 mar.       |
| 19 nov. | 4-4    | Kaos-Luparense     | 5-7           | 10 mar.       |

| andata  | andata | 8ª giornata         | ritorno (19ª) | ritorno (19ª) |
|         |        |                     |               |               |
| 25 nov. | 1-2    | Latina-Kaos         | 2-4           | 18 mar.       |
| 25 nov. | 4-3    | Lazio-Isola         | 1-4           | 18 mar.       |
| 26 nov. | 3-0    | Acqua&Sapone-Dosson | 6-5           | 18 mar.       |
| 26 nov. | 1-5    | Imola-Pescara       | 0-2           | 18 mar.       |
| 26 nov. | 6-3    | Luparense-Cogianco  | 3-5           | 17 mar.       |
| 13 dic. | 5-2    | Napoli-Real Rieti   | 5-3           | 18 mar.       |

| andata  | andata | 7ª giornata        | ritorno (18ª) | ritorno (18ª) |
|         |        |                    |               |               |
| 18 nov. | 4-0    | Acqua&Sapone-Lazio | 6-2           | 10 mar.       |
| 18 nov. | 4-5    | Cogianco-Imola     | 4-4           | 11 mar.       |
| 18 nov. | 2-6    | Real Rieti-Latina  | 5-1           | 15 mar.       |
| 19 nov. | 2-4    | Dosson-Pescara     | 2-4           | 11 mar.       |
| 19 nov. | 3-6    | Isola-Napoli       | 3-6           | 11 mar.       |
| 19 nov. | 4-4    | Kaos-Luparense     | 5-7           | 10 mar.       |

| andata  | andata | 8ª giornata         | ritorno (19ª) | ritorno (19ª) |
|         |        |                     |               |               |
| 25 nov. | 1-2    | Latina-Kaos         | 2-4           | 18 mar.       |
| 25 nov. | 4-3    | Lazio-Isola         | 1-4           | 18 mar.       |
| 26 nov. | 3-0    | Acqua&Sapone-Dosson | 6-5           | 18 mar.       |
| 26 nov. | 1-5    | Imola-Pescara       | 0-2           | 18 mar.       |
| 26 nov. | 6-3    | Luparense-Cogianco  | 3-5           | 17 mar.       |
| 13 dic. | 5-2    | Napoli-Real Rieti   | 5-3           | 18 mar.       |

| andata | andata | 9ª giornata        | ritorno (20ª) | ritorno (20ª) |
|        |        |                    |               |               |
| 2 dic. | 5-1    | Real Rieti-Lazio   | 1-3           | 9 mar.        |
| 2 dic. | 4-1    | Cogianco-Latina    | 5-8           | 3 mar.        |
| 2 dic. | 6-3    | Pescara-Luparense  | 3-8           | 3 mar.        |
| 3 dic. | 2-4    | Isola-Acqua&Sapone | 3-7           | 3 mar.        |
| 3 dic. | 2-5    | Kaos-Napoli        | 3-3           | 3 mar.        |
| 3 dic. | 4-1    | Dosson-Imola       | 2-8           | 4 mar.        |

| andata  | andata | 10ª giornata            | ritorno (21ª) | ritorno (21ª) |
|         |        |                         |               |               |
| 9 dic.  | 5-5    | Latina-Pescara          | 2-6           | 1 apr.        |
| 9 dic.  | 8-4    | Napoli-Cogianco         | 4-4           | 1 apr.        |
| 10 dic. | 9-3    | Acqua&Sapone-Real Rieti | 5-6           | 1 apr.        |
| 10 dic. | 3-9    | Isola-Dosson            | 0-1           | 1 apr.        |
| 10 dic. | 3-5    | Lazio-Kaos              | 6-5           | 1 apr.        |
| 10 dic. | 4-4    | Luparense-Imola         | 7-4           | 1 apr.        |

| andata | andata | 9ª giornata        | ritorno (20ª) | ritorno (20ª) |
|        |        |                    |               |               |
| 2 dic. | 5-1    | Real Rieti-Lazio   | 1-3           | 9 mar.        |
| 2 dic. | 4-1    | Cogianco-Latina    | 5-8           | 3 mar.        |
| 2 dic. | 6-3    | Pescara-Luparense  | 3-8           | 3 mar.        |
| 3 dic. | 2-4    | Isola-Acqua&Sapone | 3-7           | 3 mar.        |
| 3 dic. | 2-5    | Kaos-Napoli        | 3-3           | 3 mar.        |
| 3 dic. | 4-1    | Dosson-Imola       | 2-8           | 4 mar.        |

| andata  | andata | 10ª giornata            | ritorno (21ª) | ritorno (21ª) |
|         |        |                         |               |               |
| 9 dic.  | 5-5    | Latina-Pescara          | 2-6           | 1 apr.        |
| 9 dic.  | 8-4    | Napoli-Cogianco         | 4-4           | 1 apr.        |
| 10 dic. | 9-3    | Acqua&Sapone-Real Rieti | 5-6           | 1 apr.        |
| 10 dic. | 3-9    | Isola-Dosson            | 0-1           | 1 apr.        |
| 10 dic. | 3-5    | Lazio-Kaos              | 6-5           | 1 apr.        |
| 10 dic. | 4-4    | Luparense-Imola         | 7-4           | 1 apr.        |

| \| andata \| andata \| 11ª giornata \| ritorno (22ª) \| ritorno (22ª) \| \| \| \| \| \| \| \| 16 dic. \| 7-2 \| Cogianco-Lazio \| 5-1 \| 22 apr. \| \| 16 dic. \| 3-5 \| Dosson-Luparense \| 0-13 \| 22 apr. \| \| 16 dic. \| 4-4 \| Imola-Latina \| 3-4 \| 22 apr. \| \| 16 dic. \| 2-4 \| Kaos-Acqua&Sapone \| 1-1 \| 22 apr. \| \| 16 dic. \| 5-1 \| Pescara-Napoli \| 4-2 \| 22 apr. \| \| 16 dic. \| 2-2 \| Real Rieti-Isola \| 4-0 \| 22 apr. \| |        |                   |               |               |
| andata | andata | 11ª giornata      | ritorno (22ª) | ritorno (22ª) |
| |        |                   |               |               |
| 16 dic. | 7-2    | Cogianco-Lazio    | 5-1           | 22 apr.       |
| 16 dic. | 3-5    | Dosson-Luparense  | 0-13          | 22 apr.       |
| 16 dic. | 4-4    | Imola-Latina      | 3-4           | 22 apr.       |
| 16 dic. | 2-4    | Kaos-Acqua&Sapone | 1-1           | 22 apr.       |
| 16 dic. | 5-1    | Pescara-Napoli    | 4-2           | 22 apr.       |
| 16 dic. | 2-2    | Real Rieti-Isola  | 4-0           | 22 apr.       |

| andata  | andata | 11ª giornata      | ritorno (22ª) | ritorno (22ª) |
|         |        |                   |               |               |
| 16 dic. | 7-2    | Cogianco-Lazio    | 5-1           | 22 apr.       |
| 16 dic. | 3-5    | Dosson-Luparense  | 0-13          | 22 apr.       |
| 16 dic. | 4-4    | Imola-Latina      | 3-4           | 22 apr.       |
| 16 dic. | 2-4    | Kaos-Acqua&Sapone | 1-1           | 22 apr.       |
| 16 dic. | 5-1    | Pescara-Napoli    | 4-2           | 22 apr.       |
| 16 dic. | 2-2    | Real Rieti-Isola  | 4-0           | 22 apr.       |

### Statistiche

#### Classifica marcatori
| Gol |  |  | Giocatore        | Squadra        |
| --- |  |  | ---------------- | -------------- |
| 24  |  |  | Marcelinho       | Isola          |
| 19  |  |  | Luciano Avellino | Latina         |
| 19  |  |  | Mancuso          | Luparense      |
| 18  |  |  | Manoel Crema     | Napoli         |
| 18  |  |  | Humberto Honorio | Luparense      |
| 18  |  |  | Jonas            | Acqua e Sapone |
| 18  |  |  | Gabriel Lima     | Acqua e Sapone |
| 18  |  |  | Matías Rosa      | Pescara        |
| 17  |  |  | Pablo Taborda    | Luparense      |
| 17  |  |  | Edgar Bertoni    | Luparense      |

| Gol |  |  | Giocatore         | Squadra        |
| --- |  |  | ----------------- | -------------- |
| 16  |  |  | Júlio De Oliveira | Acqua e Sapone |
| 16  |  |  | Jader Fornari     | Napoli         |
| 16  |  |  | Lucas Maina       | Latina         |
| 16  |  |  | Felipe Manfroi    | Napoli         |
| 16  |  |  | José Revert       | Imola          |
| 15  |  |  | Cristiano Fusari  | Cogianco       |
| 15  |  |  | Jeferson Titon    | Kaos           |
| 14  |  |  | Marco Boaventura  | CAME Treviso   |
| 13  |  |  | Márcio Borges     | Imola          |
| 13  |  |  | Cristian Borruto  | Pescara        |

#### Capoliste solitarie
- Dalla 3ª alla 10ª giornata: Pescara
- Dalla 10ª alla 11ª giornata: Napoli
- Dalla 11ª alla 22ª giornata: Pescara

#### Record
Statistiche aggiornate al 2 aprile 2017
- Maggior numero di vittorie: Pescara (16)
- Minor numero di vittorie: Isola (3)
- Maggior numero di pareggi: Kaos (8)
- Minor numero di pareggi: Lazio, Real Rieti (1)
- Maggior numero di sconfitte: Isola, Lazio (15)
- Minor numero di sconfitte: Pescara (2)
- Miglior attacco: Luparense (98)
- Peggior attacco: Lazio (48)
- Miglior difesa: Pescara (58)
- Peggior difesa: Isola (92)
- Miglior differenza reti: Pescara (+35)
- Peggior differenza reti: Lazio (-43)
- Miglior serie positiva: A&S (14)
- Maggior numero di vittorie consecutive: A&S, Napoli (8)
- Maggior numero di sconfitte consecutive: Dosson (8)
- Partita con maggiore scarto di gol: 6 partite (6)
- Partita con più reti: Napoli-A&S 7-6 (13)
- Maggior numero di reti in una giornata: 10ª (62)
- Minor numero di reti in una giornata: 1ª, 8ª (35)

## Play-off

### Regolamento
Gli incontri dei quarti di finale e delle semifinali sono a eliminazione diretta con gare di andata e ritorno. Gli incontri di ritorno saranno effettuati in casa delle squadre meglio classificate al termine della "stagione regolare". Al termine degli incontri saranno dichiarate vincenti le squadre, che nelle due partite di andata e di ritorno, avranno ottenuto il maggior punteggio. In caso di parità di punti tra le due squadre al termine delle due gare, indipendentemente dalla differenza reti, si disputerà una terza gara di spareggio da giocarsi sempre sul campo della migliore classificata al termine della stagione regolare. In caso di parità al termine della terza gara si giocheranno due tempi supplementari di 5 minuti ciascuno. Qualora anche al termine di questi le squadre fossero in parità sarà considerata vincente la squadra in migliore posizione di classifica al termine della "stagione regolare". La finale si disputerà al meglio delle cinque gare secondo l'ordine di seguito evidenziato: 1ª gara in casa della squadra meglio classificata al termine della "stagione regolare"; 2ª e 3ª gara in casa della squadra peggio classificata al termine della “stagione regolare”; 4^ (eventuale) e 5ª gara (eventuale) in casa della squadra meglio classificata al termine della "stagione regolare". Al termine degli incontri saranno dichiarate vincenti le squadre, che avranno ottenuto il maggior punteggio. In caso di parità al termine della prima gara, della seconda gara, della terza gara e della eventuale quarta gara, si procederà direttamente all'effettuazione dei tiri di rigore. In caso di parità al termine della (eventuale) quinta gara si giocheranno due tempi supplementari di 5 minuti ciascuno. Qualora anche al termine di questi le squadre fossero in parità si procederà all'effettuazione dei tiri di rigore.

### Tabellone
|  | Quarti di finale | Quarti di finale | Quarti di finale | Quarti di finale | Quarti di finale |   |        | Semifinali     | Semifinali | Semifinali | Semifinali | Semifinali |  |  | Finale | Finale  | Finale | Finale | Finale | Finale | Finale |
|  |                  |                  |                  |                  |                  |   |        |                |            |            |            |            |  |  |        |         |        |        |        |        |        |
|  | 5                | Imola            | 3                | 5                | 2                |   |        |                |            |            |            |            |  |  |        |         |        |        |        |        |        |
|  | 4                | Napoli           | 3                | 5                | 2                |   |        |                |            |            |            |            |  |  |        |         |        |        |        |        |        |
|  | 4                | Napoli           | 3                | 5                | 2                |   | 4      | Napoli         | 3          | 4          | 2          |            |  |  |        |         |        |        |        |        |        |
|  |                  |                  |                  |                  |                  |   | 4      | Napoli         | 3          | 4          | 2          |            |  |  |        |         |        |        |        |        |        |
|  |                  | 1                | Pescara          | 6                | 3                | 5 |        |                |            |            |            |            |  |  |        |         |        |        |        |        |        |
|  | 8                | 1                | Pescara          | 6                | 3                | 5 | Latina | 2              | 2          | 3          |            |            |  |  |        |         |        |        |        |        |        |
|  | 8                |                  |                  |                  |                  |   | Latina | 2              | 2          | 3          |            |            |  |  |        |         |        |        |        |        |        |
|  | 1                | Pescara          | 7                | 1                | 5                |   |        |                |            |            |            |            |  |  |        |         |        |        |        |        |        |
|  |                  |                  |                  |                  |                  |   |        |                |            |            |            |            |  |  | 1      | Pescara | 4(2)   | 2      | 4(4)   | 3(1)   |        |
|  |                  |                  | 2                | Luparense        | 4(3)             | 5 | 4(3)   | 3(2)           |            |            |            |            |  |  |        |         |        |        |        |        |        |
|  | 6                | Cogianco         | 3                | 0                | 2                |   |        |                |            |            |            |            |  |  |        |         |        |        |        |        |        |
|  | 3                | Acqua e Sapone   | 1                | 2                | 3                |   |        |                |            |            |            |            |  |  |        |         |        |        |        |        |        |
|  | 3                | Acqua e Sapone   | 1                | 2                | 3                |   | 3      | Acqua e Sapone | 3          | 6          | 2          |            |  |  |        |         |        |        |        |        |        |
|  |                  |                  |                  |                  |                  |   | 3      | Acqua e Sapone | 3          | 6          | 2          |            |  |  |        |         |        |        |        |        |        |
|  |                  | 2                | Luparense        | 6                | 5                | 2 |        |                |            |            |            |            |  |  |        |         |        |        |        |        |        |
|  | 7                | 2                | Luparense        | 6                | 5                | 2 | Kaos   | 2              | 4          |            |            |            |  |  |        |         |        |        |        |        |        |
|  | 7                |                  |                  |                  |                  |   | Kaos   | 2              | 4          |            |            |            |  |  |        |         |        |        |        |        |        |
|  | 2                | Luparense        | 3                | 6                |                  |   |        |                |            |            |            |            |  |  |        |         |        |        |        |        |        |

### Risultati

#### Quarti di finale

##### Gara 1
| Arbitri: | Luigi Alessi (Taurianova) Luca Vincenzo Caracozzi (Foggia) Filippo Vidotto (San Donà di Piave) |
| Crono:   | Gianluca Gentile (Roma 1)                                                                      |

|                                    |           |                                                                                              |
| Avellino 2'25'’ Battistoni 24'01'’ | Marcatori | 4'09'’ Duarte 17'34'’, 35'25'’, 36'40'’ Borruto 22'13'’ Cuzzolino 32'29'’ Rosa 34'54'’ Salas |

| Arbitri: | Andrea Campi (Ciampino) Ciro Oliviero (Pesaro) Stefano Parrella (Cesena) |
| Crono:   | Alberto Casadei (Cesena)                                                 |

|                                          |           |                                           |
| Jelavić 18'56'’, 28'44'’ Deilton 31'57'’ | Marcatori | 24'29'’ Bocão 27'16'’ André 30'21'’ Crema |

| Arbitri: | Giovanni Beneduce (Nola) Gianfranco Marangi (Brindisi) Massimo Tariciotti (Ciampino) |
| Crono:   | Andrea Loria (Roma 1)                                                                |

|                                              |           |              |
| Fusari 19'32'’ Fits 25'27'’ Luizinho 39'35'’ | Marcatori | 18'24'’ Lima |

| Arbitri: | Giovanni Zannola (Ostia Lido) Simone Micciulla (Roma 2) Gino Simonazzi (Reggio Emilia) |
| Crono:   | Stefano Mestieri (Finale Emilia)                                                       |

|                            |           |                                                   |
| Titon 11'13'’ Nora 25'35'’ | Marcatori | 19'30'’, 22'12'’ Bertoni 21'10'’ (aut.) Fernandão |

##### Gara 2
| Arbitri: | Fabrizio Burattoni (Lugo di Romagna) Salvatore Minichini (Ercolano) Massimo Tiberio (Teramo) |
| Crono:   | Massimiliano Palombi (Avezzano)                                                              |

|                 |           |                                         |
| Morgado 26'07'’ | Marcatori | 25'21'’ Battistoni 38'16'’ (aut.) Salas |

| Arbitri: | Daniele Di Resta (Roma 2) Lorenzo Di Guilmi (Vasto) Daniele Fratangeli (Frosinone) |
| Crono:   | Francesco Miranda (Castellammare di Stabia)                                        |

|                                                               |           |                                                                               |
| Crema 4'04'’, 38'48'’ De Luca 8'54'’ Fornari 13'43'’, 22'39'’ | Marcatori | 11'20'’, 36'02'’ Jelavić 24'33'’ Revert 26'20'’ (aut.) Bocão 38'23'’ Castagna |

| Arbitri: | Francesco Nitti (Barletta) Donato Lamanuzzi (Molfetta) Leonardo Gaetani (San Benedetto del Tronto) |
| Crono:   | Matteo Ariasi (Pescara)                                                                            |

|                           |           |  |
| Lima 3'34'’ Jonas 13'10'’ | Marcatori |  |

| Arbitri: | Ferruccio Prisma (Crotone) Alessandro Merenda (Reggio Calabria) Calogero Castellino (Treviso) |
| Crono:   | Alberto Volpato (Castelfranco Veneto)                                                         |

|                                                                                       |           |                                                          |
| Mancuso 2'14'’, 35'29'’, 39'51'’ Bertoni 13'18'’ Titon 18'57'’ (aut.) Honorio 20'57'’ | Marcatori | 2'55'’ Saad 22'27'’ Ercolessi 33'05'’, 37'47'’ Fernandão |

##### Gara 3
| Arbitri: | Rocco Morabito (Vercelli) Dario Pezzuto (Lecce) Lorenzo Di Guilmi (Vasto) |
| Crono:   | Luca Moscone (L’Aquila)                                                   |

|                                                                             |           |                                                  |
| Salas 3'42'’ Cuzzolino 7'32'’ Borruto 13'05'’ Rosa 46'54'’ Leggiero 49'20'’ | Marcatori | 3'30'’ Pica Pau 17'02'’ Bernárdez 29'59'’ Amoedo |

| Arbitri: | Filippo Vidotto (San Donà di Piave) Carmelo Loddo (Reggio Calabria) Giovanni Beneduce (Nola) |
| Crono:   | Fabrizio Andolfo (Ercolano)                                                                  |

|                        |           |                          |
| Bocão 37'23'’, 47'43'’ | Marcatori | 19'57'’, 41'40'’ Fabinho |

| Arbitri: | Luca Bizzotto (Castelfranco Veneto) Francesco Scarpelli (Padova) Dario Di Nicola (Pescara) |
| Crono:   | Marco Di Filippo (Teramo)                                                                  |

|                                               |           |                                |
| J. Ruiz 14'32'’ Jonas 15'32'’ Lukaian 26'44'’ | Marcatori | 8'59'’ Luizinho 12'20'’ Mazoni |

#### Semifinali

##### Gara 1
| Arbitri: | Vincenzo Francese (Battipaglia) Michele Bensi (Grosseto) Daniele Di Resta (Roma 2) |
| Crono:   | Gianluca Gentile (Roma 1)                                                          |

|                                            |           |                                                                              |
| Canabarro 11'33'’ Lukaian 31'23'’, 33'02'’ | Marcatori | 0'42'’ Honorio 5'00'’, 25'35'’ Tobe 15'32'’ Taborda 19'39'’, 33'07'’ Mancuso |

| Arbitri: | Alessandro Maggiore (Bologna) Raffaele Ziri (Barletta) Francesco Nitti (Barletta) |
| Crono:   | Luigi Fiorentino (Molfetta)                                                       |

|                                              |           |                                                                                |
| De Bail 22'53'’ Daví 25'50'’ Milucci 39'27'’ | Marcatori | 4'29'’, 25'32'’, 28'26'’ Chimanguinho 21'28'’, 39'51'’ Cuzzolino 35'32'’ Salas |

##### Gara 2
| Arbitri: | Ruggiero Chiariello (Barletta) Angelo Galante (Ancona) Donato Lamanuzzi (Molfetta) |
| Crono:   | Luca Vincenzo Caracozzi (Foggia)                                                   |

|                                               |           |                                                             |
| Rosa 5'01'’ Borruto 28'28'’ Cuzzolino 32'17'’ | Marcatori | 20'51'’ Manfroi 25'51'’ De Bail 35'39'’ Botta 39'04'’ André |

| Arbitri: | Lorenzo Cursi (Jesi) Alessandro Malfer (Rovereto) Gino Simonazzi (Reggio Emilia) |
| Crono:   | Stefano Mezzadri (Parma)                                                         |

|                                                                     |           |                                                                                             |
| Brandi 4'22'’ Ramon 6'05'’ (rig.) Honorio 08'27'’, 10'09'’, 18'28'’ | Marcatori | 02'14'’ (aut.) Honorio 15'30'’ De Oliveira 22'19'’ Murilo 30’ Lima 35'47'’, 37'04'’ Lukaian |

##### Gara 3
| Arbitri: | Andrea Sabatini (Bologna) Ettore Quarti (Imperia) Giovanni Zannola (Ostia Lido) |
| Crono:   | Simone Micciulla (Roma 2)                                                       |

|                                                                  |           |                              |
| Borruto 17'19'’, 20'58'’ Duarte 24'55'’, 34'50'’ Morgado 27'13'’ | Marcatori | 8'08'’ De Bail 36'14'’ André |

| Arbitri: | Nicola Manzione (Salerno) Dario Pezzuto (Lecce) Luca Bizzotto (Castelfranco Veneto) |
| Crono:   | Francesco Scarpelli (Padova)                                                        |

|                                                                 |           |                                                                              |
| Taborda 8'18'’, 48'11'’ Foglia 19'16'’ Mancuso 43'05'’, 47'10'’ | Marcatori | 13'10'’ Murilo 39'43'’ (aut.) Tobe 42'38'’ De Oliveira 48'27'’, 49'19'’ Lima |

#### Finale

##### Gara 1
| Arbitri: | Daniele Di Resta (Roma 2) Vincenzo Francese (Battipaglia) Giovanni Beneduce (Nola) |
| Crono:   | Andrea Campi (Ciampino)                                                            |

|                                                                      |                      |                                                                      |
| Borruto 5'27'’ Cuzzolino 18'14'’ Chimanguinho 30'21'’ Duarte 36'03'’ | Marcatori            | 4'26'’ (rig.), 37'51'’ (rig.) Foglia 24'27'’ Taborda 39'18'’ Honorio |
| Morgado Chimanguinho Cuzzolino Duarte                                | Tiri di rigore 2 – 3 | Foglia Coco Honorio Lara                                             |

##### Gara 2
| Arbitri: | Francesco Nitti (Barletta) Ettore Quarti (Imperia) Alessandro Maggiore (Bologna) |
| Crono:   | Riccardo Davì (Bologna)                                                          |

|                                                                       |           |                            |
| Brandi 13'31'’ Mancuso 15'14'’, 39'57'’ Coco 26'42'’ Miarelli 38'25'’ | Marcatori | 1'58'’ Rosa 38'45'’ Duarte |

##### Gara 3
| Arbitri: | Andrea Sabatini (Bologna) Nicola Manzione (Salerno) Natale Mazzone (Imola) |
| Crono:   | Giulio Colombin (Bassano del Grappa)                                       |

|                                                      |                      |                                                             |
| Coco 12'27'’, 30'05'’ Brandi 23'42'’ Mancuso 30'57'’ | Marcatori            | 11'37'’, 22'11'’ Chimanguinho 18'51'’ Rosa 26'54'’ Capuozzo |
| Foglia Coco Ramon Mancuso                            | Tiri di rigore 3 – 4 | Morgado Salas Cuzzolino Tenderini                           |

##### Gara 4
| Arbitri: | Alessandro Malfer (Rovereto) Lorenzo Cursi (Jesi) Lorenzo Di Guilmi (Vasto) |
| Crono:   | Fabrizio Burattoni (Lugo di Romagna)                                        |

|                                                  |                      |                                              |
| Chimanguinho 19'33'’ Rosa 37'01'’ Azzoni 39'50'’ | Marcatori            | 5'07'’ Honorio 16'41'’ Taborda 37'29'’ Ramon |
| Morgado Salas Cuzzolino                          | Tiri di rigore 1 – 2 | Foglia Coco                                  |

### Classifica marcatori play-off
| Gol |  |  | Giocatore         | Squadra   |
| --- |  |  | ----------------- | --------- |
| 10  |  |  | Mancuso           | Luparense |
| 8   |  |  | Cristian Borruto  | Pescara   |
| 7   |  |  | Humberto Honorio  | Luparense |
| 7   |  |  | Chimanguinho      | Pescara   |
| 6   |  |  | Leandro Cuzzolino | Pescara   |
| 6   |  |  | Matías Rosa       | Pescara   |
| 5   |  |  | Lukaian Baptista  | Pescara   |
| 5   |  |  | Gabriel Lima      | Pescara   |
| 5   |  |  | Vinícius Duarte   | Pescara   |
| 5   |  |  | Pablo Taborda     | Luparense |

## Play-out

### Formula
Le squadre che hanno concluso il campionato all'undicesima e alla dodicesima posizione si affronteranno in un doppio spareggio (andata e ritorno, la prima partita verrà giocata in casa dell'ultima classificata) per determinare l'unica squadra a retrocedere in Serie A2. Al termine degli incontri sarà dichiarata vincente la squadra che nelle due partite (di andata e di ritorno) avrà ottenuto il maggior punteggio ovvero a parità di punteggio la squadra che avrà realizzato il maggior numero di reti. Nel caso di parità gli arbitri della gara di ritorno faranno disputare due tempi supplementari di 5 minuti ciascuno. Qualora anche al termine di questi le squadre fossero in parità sarà considerata vincente la squadra in migliore posizione di classifica al termine della stagione regolare.

### Risultati

#### Andata
| Arbitri: | Luca Mario Vannucchi (Prato) Gaspare Maurici (Prato) |
| Crono:   | Ettore Quarti (Imperia)                              |

|               |           |                                                                      |
| Zoppo 15'51'’ | Marcatori | 3'25'’, 5'20'’ Alemão 18'31'’ Vavá 25'32'’ Schiochet 34'50'’ Bellomo |

#### Ritorno
| Arbitri: | Riccardo Davì (Bologna) Luigi Fiorentino (Molfetta) |
| Crono:   | Gaudenzio Raffaelli (Treviso)                       |

| |           |                             |
| Schiochet 11'07'’, 22'45'’ Boaventura 12'15'’ Alemão 14'58'’, 37'07'’ Vieira 21'40'’, 26'26'’ Bellomo 24'15'’ Rosso 38'00'’ Emer 39'30'’ (aut.) | Marcatori | 10'18'’, 15'15'’ Marcelinho |

## Supercoppa italiana
A causa della rinuncia dell'Asti, la diciannovesima edizione della Supercoppa ha opposto i vicecampioni d'Italia del Real Rieti e i detentori della Coppa Italia del Pescara. L'incontro si è disputato sul campo neutro di Teramo.
| Arbitri: | Andrea Sabatini (Bologna) Ettore Quarti (Imperia) Massimo Tiberio (Teramo) |
| Crono:   | Marco Di Filippo (Teramo)                                                  |

| |            | |
| Saúl 25'24'’ Toro 34'53'’ | Marcatori  | 1'02'’ Canal 23'35'’ Cuzzolino 26'40'’ (aut.) Micoli 39'34'’ Rosa |
| · Giuseppe Micoli · Jeffe · Rafinha · Arlan Pablo Vieira · Paolo Cesaroni · Roald Halimi · Douglas Corsini · Alessio Martinelli · Andrea Romano · Pedro Toro · Saúl Olmo · You Nouss Guennouna | Formazioni | · Antonio Capuozzo · Mauro Canal · Leandro Cuzzolino · Alexandre Ghiotti · Cristian Borruto · Giovanni Pulvirenti · Javier Adolfo Salas · Vinícius Duarte · Matías Rosa · Massimo De Luca · Giacomo Azzoni · Lorenzo Pietrangelo |
| Mario Patriarca | Allenatori | Fulvio Colini |

## Copertura televisiva
Per la prima volta sarà Sportitalia a trasmettere le partite di Serie A in diretta ed in esclusiva, proponendo settimanalmente una gara del venerdì e una del sabato, trasmettendo integralmente o in differita anche la finale della supercoppa. Tutte le partite della fase finale di Winter Cup e della final eight di coppa e campionato saranno trasmesse in diretta su Fox Sports. Questi saranno visibili anche negli USA dopo che ESPN ha acquistato i diritti il 23 gennaio.